# Куїги
Куїги (ест. Kuigõ), також Куїге (ест. Kuige) — село в Естонії, входить до складу волості Меремяе, повіту Вирумаа.